# Tricentrogyna violescens
Tricentrogyna violescens là một loài bướm đêm trong họ Geometridae.